# Katsuyuki Hiranaka
Katsuyuki Hiranaka (jap. 平中克幸 Hiranaka Katsuyuki; ur. 4 października 1981 w Sapporo) – japoński kierowca wyścigowy.

## Kariera
Hiranaka rozpoczął karierę w wyścigach samochodowych w roku 2002, od startów w Japońskiej Formule 3 oraz w Fiormule 3 Korea Super Prix. Z dorobkiem 142 punktów ukończył sezon japońskiej serii na piątej pozycji w klasyfikacji generalnej. W edycji koreańskiej był 25. W późniejszych latach startował także w Brytyjskiej Formule 3, Formule 3 Euro Series, Super GT Japan, Formule Nippon, Asian Le Mans Series, JAF Grand Prix oraz w Malaysia Merdeka Endurance Race. W Formule 3 Euro Series startował w latach 2003–2004 z włoską ekipą Prema Powerteam. Podczas gdy w pierwszym sezonie startów był 22, rok później stanął już na podium. Dorobek 9 punktów dał mu 15 miejsce w klasyfikacji końcowej.

## Statystyki
| Sezon | Seria                                                                  | Zespół                           | Wyścigi | PP | Zwycięstwa | Punkty | Pozycja |
| ----- | ---------------------------------------------------------------------- | -------------------------------- | ------- | -- | ---------- | ------ | ------- |
| 2002  | Japońska Formuła 3                                                     | TOM'S                            | 20      | 0  | 0          | 142    | 5       |
| 2002  | Grand Prix Makau                                                       | TOM'S                            | 1       | 0  | 0          | N/A    | 4       |
| 2002  | Korea Super Prix                                                       | TOM'S                            | 1       | 0  | 0          | N/A    | 25      |
| 2002  | Masters of Formula 3                                                   | TOM'S                            | 1       | 0  | 0          | N/A    | 15      |
| 2003  | Formuła 3 Euro Series                                                  | Prema Powerteam                  | 20      | 0  | 0          | 4      | 22      |
| 2003  | Brytyjska Formuła 3                                                    | Prema Powerteam                  | 2       | 0  | 0          | N/A    | N/A     |
| 2003  | Masters of Formula 3                                                   | Prema Powerteam                  | 1       | 0  | 0          | N/A    | 29      |
| 2003  | Grand Prix Makau                                                       | Prema Powerteam                  | 1       | 0  | 0          | N/A    | 3       |
| 2003  | Korea Super Prix                                                       | Prema Powerteam                  | 1       | 0  | 0          | N/A    | 29      |
| 2004  | Japońska Formuła 3                                                     | TOM's                            | 2       | 0  | 0          | 14     | 14      |
| 2004  | Formuła 3 Euro Series                                                  | Prema Powerteam                  | 20      | 0  | 0          | 9      | 15      |
| 2004  | Grand Prix Makau                                                       | Prema Powerteam                  | 1       | 0  | 0          | N/A    | 23      |
| 2004  | Masters of Formula 3                                                   | Prema Powerteam                  | 1       | 0  | 0          | N/A    | 22      |
| 2005  | Formuła Nippon                                                         | Takagi/Cerumo                    | 9       | 0  | 0          | 2      | 13      |
| 2006  | Formuła Nippon                                                         | NTT DoCoMo Team Dandelion Racing | 8       | 0  | 0          | N/A    | N/A     |
| 2006  | Super GT Japan                                                         | Team SARD (GT500)                | 9       | 0  | 0          | 13     | 23      |
| 2007  | Formuła Nippon                                                         | SG Team 5zigen                   | 9       | 0  | 0          | N/A    | N/A     |
| 2007  | Super GT Japan                                                         | Toyota Team SARD (GT500)         | 9       | 0  | 0          | 21     | 15      |
| 2008  | Formuła Nippon                                                         | SG Team 5zigen                   | 7       | 0  | 0          | N/A    | N/A     |
| 2008  | Super GT Japan                                                         | Nakajima Racing (GT500)          | 9       | 0  | 0          | 43     | 10      |
| 2009  | Super GT Japan                                                         | Jimgainer (GT300)                | 7       | 0  | 0          | 51     | 8       |
| 2009  | Asian Le Mans Series – LMGT2                                           | Jimgainer Racing                 | 2       | 0  | 0          | 4      | 7       |
| 2010  | Formuła Nippon                                                         | KCMG                             | 8       | 0  | 0          | 4      | 12      |
| 2010  | Super GT Japan – GT300                                                 | Jimgainer Racing                 | 4       | 0  | 0          | 34     | 7       |
| 2010  | Formuła Nippon – Fuji Sprint Cup                                       | KCMG                             | 2       | 0  | 0          |        | 12      |
| 2010  | JAF Grand Prix SUPER GT & Formula NIPPON FUJI SPRINT CUP - GT300 Class | Jimgainer                        | 1       | 0  | 1          | 40     | 1       |
| 2011  | Super GT Japan – GT300                                                 | Jim Gainer                       | 8       | 0  | 0          | 83     | 2       |
| 2011  | Malaysia Merdeka Endurance Race                                        |                                  | 1       | 0  | 0          | N/A    | 24      |
| 2012  | Super GT Japan – GT300                                                 |                                  | 8       | 1  | 1          | 47     | 7       |
| 2012  | Malaysia Merdeka Endurance Race                                        |                                  | 1       | 0  | 0          | N/A    | 20      |
| 2013  | Super GT Japan – GT300                                                 | Gainer Racing                    | 8       | 0  | 2          | 80     | 2       |
| 2013  | FIA World Endurance Championship                                       | Gainer Racing                    | 1       | 0  | 0          | 0      | NS†     |
| 2013  | Super GT Japan – GT300 - Fuji Sprint Cup                               | Gainer Racing                    | 1       | 0  | 0          | 0      | NS†     |

† – Hiranaka nie był zaliczany do klasyfikacji